# Anton Du Beke
Anthony Paul Beke (Tonbridge, Kent, 20 de julio de 1966), conocido profesionalmente como Anton Du Beke, es un bailarín de salón, coreógrafo, cantante y presentador de televisión británico, más conocido por ser bailarín profesional y juez en el programa de baile Strictly Come Dancing de la BBC. Su pareja de baile profesional desde 1997 ha sido Erin Boag.
En 2009, presentó la versión británica de Hole in the Wall para la BBC, en sustitución de Dale Winton, tras haber sido capitán del equipo en 2008. En noviembre de 2017 lanzó su álbum de estudio debut, From the Top, en Polydor Records. Alcanzó el número 21 en la lista UK Albums Chart.

## Primeros años
Du Beke nació como Anthony Paul Beke el 20 de julio de 1966 en Tonbridge, Kent, de padre húngaro, Antal Xavier Beke, y madre española, Ascensión «Conchita» Lema. Tiene dos hermanos menores, su hermano Stephen y su hermana Veronica. Creció en Sevenoaks, Kent, y asistió a la Wildernesse School. Du Beke ha hablado de los problemas de alcoholismo de su padre y ha revelado que éste le apuñaló en la pierna y el estómago durante un altercado el Boxing Day en su casa de Kent.
Empezó a bailar a los 14 años, cuando descubrió su escuela de baile local, la Holton School of Dancing de Sevenoaks. Tuvo tres parejas durante estos años de formación antes de que la Holton School of Dancing cerrara en 1987. Dejó la escuela a los 16 años para seguir una carrera de bailarín aficionado. A los 17, decidió especializarse en bailes de salón. Mientras bailaba por las noches y los fines de semana, tenía un trabajo diurno como vendedor en «The Bed Post», en Petts Wood, al sur de Londres.

## Carrera

### Principios de carrera
La pareja profesional habitual de Du Beke es la neozelandesa Erin Boag. Se conocieron en 1997, y ganaron las categorías de Cerrado (sólo Nueva Zelanda) y Abierto del Mundial de los Campeonatos de Nueva Zelanda de 1998 y 1999. Se hicieron profesionales en 2002, quedando terceros en el Reino Unido ese mismo año, y fueron finalistas nacionales británicos en 2002, 2003 y 2004. En noviembre de 2003, ganaron el IDTA Classic de Brighton. Compaginaron la competición con la enseñanza, entrenando, entre otros, al equipo de bailes de salón de la Universidad de Cambridge, uno de los equipos de estudiantes mejor clasificados del país. Cuando les seleccionaron para participar en Strictly Come Dancing en 2004, Anton y Erin ocupaban el puesto 14 del mundo entre los mejores bailarines profesionales de salón. Se incorporaron al programa asumiendo que sólo duraría una temporada, y que volverían al circuito tras su paso y seguirían persiguiendo su objetivo de ganar los campeonatos mundiales, y no estaban en absoluto preparados para la inmediata popularidad masiva de Strictly entre el público. Aunque siguieron compitiendo durante las dos primeras temporada del programa, se retiraron de las competencias profesionales al darse cuenta de que tenían que elegir entre bailar profesionalmente o dedicarse de lleno a entrenar a las celebridades del programa televisivo.

### Strictly Come Dancing
Du Beke ha formado parte del elenco de Strictly Come Dancing desde su creación en 2004. Fue de los primeros bailarines profesionales desde la primera temporada, teniendo como primera pareja a la cantante Lesley Garrett, con quien llegó hasta la semifinal y finalizó en el tercer puesto. Para la segunda temporada fue pareja de la periodista y presentadora Esther Rantzen, siendo la tercera pareja eliminada del concurso y terminando en el octavo puesto. Fue emparejado con la actriz Patsy Palmer en la tercera temporada, ambos llegando hasta la octava semana y quedando en el quinto puesto. Se le asignó como pareja a la actriz e imitadora Jan Ravens en la cuarta temporada y alcanzaron la novena posición al ser eliminados en la quinta semana de competencia. Para la quinta temporada formó pareja con la presentadora Kate Garraway, siendo eliminados en la séptima semana y ubicándose en el octavo puesto.
Tuvo como pareja a la actriz Gillian Taylforth para la sexta temporada, siendo la segunda pareja eliminada y finalizando en el decimoquinto puesto. En la séptima temporada fue emparejado con la actriz Laila Rouass, llegando hasta la duodécima semana de competencia y quedando en el cuarto puesto. Fue asignado como pareja de la política del Partido Conservador, Ann Widdecombe, logrando ambos ubicarse en el sexto puesto al ser eliminados en la décima semana. Para la novena temporada fue pareja de la abogada y personalidad mediática Nancy Dell'Olio, llegando hasta la quinta semana y terminando en el undécimo puesto. Su pareja de baile para la décima temporada fue la supermodelo y actriz Jerry Hall, siendo eliminados en la tercera semana y alcanzando la decimotercera posición.
En 2013, formó pareja con la actriz Fiona Fullerton para la undécima temporada, quedando eliminados en la octava semana y terminando en el noveno puesto. Al año siguiente tuvo como pareja para la duodécima temporada a la entrenadora y capitana de tenis Judy Murray, siendo la séptima pareja eliminada y ubicándose en el noveno puesto. Para la decimotercera temporada fue pareja de la presentadora Katie Derham, con quién logró llegar a la final y terminar en el cuarto puesto, siendo esta la primera vez de Du Beke en llegar a una final. Tuvo como pareja a la actriz Lesley Joseph en la decimocuarta temporada, permaneciendo en competencia hasta la quinta semana y finalizando en el undécimo puesto. En la decimoquinta temporada fue emparejado con la presentadora Ruth Langsford, acabando en el noveno puesto al ser eliminados en la octava semana.
Para la decimosexta temporada tuvo como pareja a la presentadora de televisión y periodista de moda Susannah Constantine, siendo la primera pareja eliminada y quedando en el decimoquinto puesto. Volvió a llegar a una final en la decimoséptima temporada al formar pareja con la actriz Emma Barton, finalizando en el segundo puesto al perder ante Kelvin Fletcher y Oti Mabuse. Participó en la decimoctava temporada junto a la política del Partido Laborista, Jacqui Smith, ubicándose en el duodécimo puesto al ser los primeros eliminados de la competencia. Más tarde en esa misma temporada, Du Beke regresó como juez invitado durante dos semanas consecutivas para sustituir a la juez Motsi Mabuse, que tuvo que pasar la cuarentena tras viajar a Alemania debido a la pandemia de COVID-19. El 24 de junio de 2021, se anunció que Du Beke dejaría el concurso como bailarín profesional para convertirse en uno de los cuatros jueces permanentes del programa a partir de la decimonovena temporada, esto en sustitución del anterior juez Bruno Tonioli.
Du Beke también formó parte de varios especiales del programa. Entre sus participaciones estuvieron los especiales de Navidad de 2004 nuevamente con la cantante Lesley Garrett, de 2010 con la actriz Ronni Ancona, de 2011 con la actriz Su Pollard, de 2012 con la actriz Katy Brand, de 2016 con la heptatleta olímpica Denise Lewis y de 2018 nuevamente con la política Ann Widdecombe. Formó parte de los especiales de Children in Need de 2008 junto con la presentadora Tess Daly, con quién ganó; de 2012 nuevamente con la política Ann Widdecombe; y de 2014 con la bailarina profesional Natalie Lowe, con quién ganó; además de los especiales de The Weakest Link de 2008 y 2021. También formó parte del jurado del especial titulado The People's Strictly para la organización caritativa Comic Relief, en el que participaron personas no famosas.
| Temporada | Pareja               | Puesto | Promedio |
| --------- | -------------------- | ------ | -------- |
| 1         | Lesley Garrett       | 3.º    | 29.33    |
| 2         | Esther Rantzen       | 8.º    | 18.67    |
| 3         | Patsy Palmer         | 5.º    | 27.67    |
| 4         | Jan Ravens           | 9.º    | 22.75    |
| 5         | Kate Garraway        | 9.º    | 19.17    |
| 6         | Gillian Taylforth    | 15.º   | 22.00    |
| 7         | Laila Rouass         | 4.º    | 27.85    |
| 8         | Ann Widdecombe       | 6.º    | 16.20    |
| 9         | Nancy Dell'Olio      | 11.º   | 15.60    |
| 10        | Jerry Hall           | 13.º   | 18.00    |
| 11        | Fiona Fullerton      | 9.º    | 26.13    |
| 12        | Judy Murray          | 9.º    | 19.38    |
| 13        | Katie Derham         | 4.º    | 28.40    |
| 14        | Lesley Joseph        | 11.º   | 26.20    |
| 15        | Ruth Langsford       | 9.º    | 19.75    |
| 16        | Susannah Constantine | 15.º   | 12.00    |
| 17        | Emma Barton          | 2.º    | 31.63    |
| 18        | Jacqui Smith         | 12.º   | 16.67    |

- Temporada 1 con Lesley Garrett

| Semana        | Baile / Canción                                    | Puntajes de los jueces | Puntajes de los jueces | Puntajes de los jueces | Puntajes de los jueces | Resultado       |
| Semana        | Baile / Canción                                    | C. R.                  | A. P.                  | L. G.                  | B. T.                  | Resultado       |
| ------------- | -------------------------------------------------- | ---------------------- | ---------------------- | ---------------------- | ---------------------- | --------------- |
| 1             | Vals / «He Was Beautiful»                          | 6                      | 8                      | 8                      | 7                      | Sin eliminación |
| 2             | Rumba / «You'll Never Find Another Love Like Mine» | 6                      | 7                      | 7                      | 7                      | Salvados        |
| 3             | Tango / «Sensation»                                | 7                      | 8                      | 7                      | 7                      | Salvados        |
| 4             | Pasodoble / «La Cumparsita»                        | 7                      | 7                      | 8                      | 8                      | Dos últimos     |
| 5             | Samba / «Mas Que Nada»                             | 7                      | 6                      | 7                      | 7                      | Salvados        |
| 6             | Foxtrot / «I've Got You Under My Skin»             | 8                      | 8                      | 9                      | 9                      | Dos últimos     |
| 6             | Chachachá / «Spinning Around»                      | 6                      | 6                      | 7                      | 7                      | Dos últimos     |
| 7 (Semifinal) | Quickstep / «That Old Black Magic»                 | 8                      | 8                      | 8                      | 9                      | Tercer puesto   |
| 7 (Semifinal) | Jive / «My Baby Just Cares for Me»                 | 7                      | 7                      | 8                      | 7                      | Tercer puesto   |

- Temporada 2 con Esther Rantzen

| Semana | Baile / Canción            | Puntajes de los jueces | Puntajes de los jueces | Puntajes de los jueces | Puntajes de los jueces | Resultado   |
| Semana | Baile / Canción            | C. R.                  | A. P.                  | L. G.                  | B. T.                  | Resultado   |
| ------ | -------------------------- | ---------------------- | ---------------------- | ---------------------- | ---------------------- | ----------- |
| 1      | Vals / «Moon River»        | 5                      | 6                      | 6                      | 7                      | Salvados    |
| 2      | Rumba / «The Look of Love» | 2                      | 4                      | 5                      | 5                      | Dos últimos |
| 3      | Tango / «Tanguera»         | 2                      | 4                      | 5                      | 5                      | Eliminados  |

- Temporada 3 con Patsy Palmer

| Semana | Baile / Canción                                   | Puntajes de los jueces | Puntajes de los jueces | Puntajes de los jueces | Puntajes de los jueces | Resultado   |
| Semana | Baile / Canción                                   | C. R.                  | A. P.                  | L. G.                  | B. T.                  | Resultado   |
| ------ | ------------------------------------------------- | ---------------------- | ---------------------- | ---------------------- | ---------------------- | ----------- |
| 1      | Vals / «Fly Me to the Moon»                       | 3                      | 4                      | 6                      | 6                      | Salvados    |
| 2      | Rumba / «She»                                     | 6                      | 6                      | 7                      | 7                      | Salvados    |
| 3      | Tango / «Una Música Brutal»                       | 8                      | 8                      | 9                      | 9                      | Salvados    |
| 4      | Foxtrot / «You're Nobody till Somebody Loves You» | 7                      | 8                      | 8                      | 8                      | Salvados    |
| 5      | Samba / «Go Back to My Roots»                     | 6                      | 6                      | 7                      | 7                      | Salvados    |
| 6      | Quickstep / «Lover, Come Back to Me»              | 7                      | 8                      | 8                      | 8                      | Dos últimos |
| 7      | Chachachá / «A Little Less Conversation»          | 6                      | 4                      | 7                      | 7                      | Dos últimos |
| 8      | Jive / «Two Hearts»                               | 6                      | 6                      | 7                      | 8                      | Eliminados  |
| 8      | American smooth / «It Had to Be You»              | 7                      | 8                      | 8                      | 8                      | Eliminados  |

- Temporada 4 con Jan Ravens

| Semana | Baile / Canción                   | Puntajes de los jueces | Puntajes de los jueces | Puntajes de los jueces | Puntajes de los jueces | Resultado   |
| Semana | Baile / Canción                   | C. R.                  | A. P.                  | L. G.                  | B. T.                  | Resultado   |
| ------ | --------------------------------- | ---------------------- | ---------------------- | ---------------------- | ---------------------- | ----------- |
| 2      | Quickstep / «When You're Smiling» | 6                      | 6                      | 6                      | 6                      | Salvados    |
| 3      | Jive / «Do You Wanna Dance»       | 3                      | 4                      | 6                      | 5                      | Salvados    |
| 4      | Foxtrot / «Night and Day»         | 5                      | 5                      | 7                      | 7                      | Dos últimos |
| 5      | Vals vienés / «Iris»              | 5                      | 6                      | 7                      | 7                      | Eliminados  |

- Temporada 5 con Kate Garraway

| Semana | Baile / Canción                  | Puntajes de los jueces | Puntajes de los jueces | Puntajes de los jueces | Puntajes de los jueces | Resultado  |
| Semana | Baile / Canción                  | C. R.                  | A. P.                  | L. G.                  | B. T.                  | Resultado  |
| ------ | -------------------------------- | ---------------------- | ---------------------- | ---------------------- | ---------------------- | ---------- |
| 2      | Quickstep / «Love Machine»       | 2                      | 4                      | 5                      | 4                      | Salvados   |
| 3      | Tango / «They»                   | 4                      | 5                      | 5                      | 5                      | Salvados   |
| 4      | Samba / «Dancing Queen»          | 3                      | 3                      | 6                      | 4                      | Salvados   |
| 5      | Foxtrot / «I Could Write a Book» | 5                      | 7                      | 7                      | 7                      | Salvados   |
| 6      | Salsa / «Peanut Vendor»          | 3                      | 4                      | 6                      | 5                      | Salvados   |
| 7      | Pasodoble / «Somebody Told Me»   | 4                      | 5                      | 7                      | 5                      | Eliminados |

- Temporada 6 con Gillian Taylforth

| Semana | Baile / Canción           | Puntajes de los jueces | Puntajes de los jueces | Puntajes de los jueces | Puntajes de los jueces | Resultado  |
| Semana | Baile / Canción           | C. R.                  | A. P.                  | L. G.                  | B. T.                  | Resultado  |
| ------ | ------------------------- | ---------------------- | ---------------------- | ---------------------- | ---------------------- | ---------- |
| 2      | Foxtrot / «Razzle Dazzle» | 4                      | 5                      | 7                      | 6                      | Eliminados |

- Temporada 7 con Laila Rouass

| Semana | Baile / Canción                        | Puntajes de los jueces | Puntajes de los jueces | Puntajes de los jueces | Puntajes de los jueces | Resultado   |
| Semana | Baile / Canción                        | C. R.                  | L. G.                  | A. D.                  | B. T.                  | Resultado   |
| --- | -------------------------------------- | ---------------------- | ---------------------- | ---------------------- | ---------------------- | ----------- |
| 2 | Tango / «El choclo»                    | 7                      | 8                      | 7                      | 8                      | Salvados    |
| 2 | Chachachá / «Sway»                     | 6                      | 7                      | 6                      | 6                      | Salvados    |
| 3 | Quickstep / «Strike Up the Band»       | 8                      | 8                      | 7                      | 7                      | Salvados    |
| 4 | Foxtrot / «Just in Time»               | 8                      | 9                      | 9                      | 8                      | Salvados    |
| 5 | Jive / «Modern Love»                   | 5                      | 7                      | 5                      | 5                      | Salvados    |
| 6 | Samba / «He's the Greatest Dancer»     | 7                      | 7                      | 7                      | 7                      | Salvados    |
| 7 | Vals vienés / «Once Around the Block»  | 8                      | 9                      | 8                      | 8                      | Salvados    |
| 8 | Pasodoble / «Layla»                    | 7                      | 7                      | 8                      | 8                      | Salvados    |
| 9 | Rumba1 / «Rule the World»              | 3                      | 7                      | 6                      | 6                      | Salvados    |
| 10 | Vals / «Fascination»                   | 6                      | 8                      | 7                      | 8                      | Dos últimos |
| 11 | Charlestón / «Yes Sir, That's My Baby» | 6                      | 9                      | 8                      | 8                      | Salvados    |
| 11 | Grupo de Vals vienés / «Piano Man»     | 8 puntos extra         | 8 puntos extra         | 8 puntos extra         | 8 puntos extra         | Salvados    |
| 12 | American smooth / «My Kind of Girl»    | 6/62                   | 7                      | 7                      | 7                      | Eliminados  |
| 12 | Salsa / «Cogele el Gusto»              | 5/52                   | 6                      | 5                      | 5                      | Eliminados  |
| 1Rouass y Du Beke solo realizaron la mitad de su rutina debido a una lesión. 2Puntaje dado por la juez invitada Darcey Bussell. |                                        |                        |                        |                        |                        |             |

- Temporada 8 con Ann Widdecombe

| Semana | Baile / Canción                                | Puntajes de los jueces | Puntajes de los jueces | Puntajes de los jueces | Puntajes de los jueces | Resultado       |
| Semana | Baile / Canción                                | C. R.                  | L. G.                  | A. D.                  | B. T.                  | Resultado       |
| ------ | ---------------------------------------------- | ---------------------- | ---------------------- | ---------------------- | ---------------------- | --------------- |
| 1      | Vals / «My Cherie»                             | 2                      | 5                      | 5                      | 5                      | Sin eliminación |
| 2      | Salsa / «Mambo Italiano»                       | 1                      | 4                      | 4                      | 3                      | Salvados        |
| 3      | Quickstep / «Puttin' On the Ritz»              | 3                      | 5                      | 5                      | 5                      | Salvados        |
| 4      | Tango / «La Cumparsita»                        | 3                      | 7                      | 6                      | 5                      | Salvados        |
| 5      | Pasodoble / «Wild Thing»                       | 2                      | 5                      | 5                      | 4                      | Salvados        |
| 6      | Charlestón / «Let's Do It, Let's Fall in Love» | 2                      | 6                      | 5                      | 4                      | Salvados        |
| 7      | Foxtrot / «You Make Me Feel So Young»          | 3                      | 6                      | 6                      | 5                      | Salvados        |
| 8      | Samba / «Heaven Must Be Missing an Angel»      | 1                      | 5                      | 4                      | 3                      | Salvados        |
| 9      | Rumba / «My Heart Will Go On»                  | 1                      | 5                      | 5                      | 3                      | Salvados        |
| 10     | American smooth / «Hello, Dolly!»              | 2                      | 5                      | 4                      | 3                      | Eliminados      |

- Temporada 9 con Nancy Dell'Olio

| Semana | Baile / Canción                         | Puntajes de los jueces | Puntajes de los jueces | Puntajes de los jueces | Puntajes de los jueces | Resultado       |
| Semana | Baile / Canción                         | C. R.                  | L. G.                  | A. D.                  | B. T.                  | Resultado       |
| ------ | --------------------------------------- | ---------------------- | ---------------------- | ---------------------- | ---------------------- | --------------- |
| 1      | Vals / «In Napoli»                      | 1                      | 4                      | 3                      | 4                      | Sin eliminación |
| 2      | Salsa / «Papa Loves Mambo»              | 3                      | 5                      | 2                      | 4                      | Salvados        |
| 3      | Tango / «Be Italian»                    | 4                      | 5                      | 5                      | 6                      | Dos últimos     |
| 4      | Pasodoble / «Rodrigo's Guitar Concerto» | 3                      | 5                      | 5                      | 5                      | Dos últimos     |
| 5      | Rumba / «Spooky»                        | 2                      | 5                      | 3                      | 4                      | Eliminados      |

- Temporada 10 con Jerry Hall

| Semana | Baile / Canción                              | Puntajes de los jueces | Puntajes de los jueces | Puntajes de los jueces | Puntajes de los jueces | Resultado       |
| Semana | Baile / Canción                              | C. R.                  | D. B.                  | L. G.                  | B. T.                  | Resultado       |
| ------ | -------------------------------------------- | ---------------------- | ---------------------- | ---------------------- | ---------------------- | --------------- |
| 1      | Chachachá / «Everybody Loves to Cha Cha Cha» | 3                      | 5                      | 5                      | 5                      | Sin eliminación |
| 2      | Foxtrot / «Pennies from Heaven»              | 3                      | 5                      | 5                      | 5                      | Salvados        |
| 3      | Quickstep / «Mrs. Robinson»                  | 3                      | 6                      | 5                      | 4                      | Eliminados      |

- Temporada 11 con Fiona Fullerton

| Semana | Baile / Canción                              | Puntajes de los jueces | Puntajes de los jueces | Puntajes de los jueces | Puntajes de los jueces | Resultado       |
| Semana | Baile / Canción                              | C. R.                  | D. B.                  | L. G.                  | B. T.                  | Resultado       |
| ------ | -------------------------------------------- | ---------------------- | ---------------------- | ---------------------- | ---------------------- | --------------- |
| 1      | Tango / «A View to a Kill»                   | 5                      | 6                      | 7                      | 6                      | Sin eliminación |
| 2      | Chachachá / «Beggin'»                        | 6                      | 6                      | 5                      | 5                      | Salvados        |
| 3      | Vals / «True Love»                           | 7                      | 7                      | 7                      | 7                      | Salvados        |
| 4      | Rumba / «World of Our Own»                   | 4                      | 6                      | 6                      | 6                      | Salvados        |
| 5      | Quickstep / «If My Friends Could See Me Now» | 7                      | 7                      | 8                      | 8                      | Salvados        |
| 6      | Charlestón / «Jeepers Creepers»              | 6                      | 7                      | 8                      | 7                      | Salvados        |
| 7      | Pasodoble / «Song 2»                         | 5                      | 7                      | 7                      | 7                      | Salvados        |
| 8      | American smooth / «Come Fly with Me»         | 6                      | 7                      | 8                      | 8                      | Eliminados      |

- Temporada 12 con Judy Murray

| Semana                                           | Baile / Canción                       | Puntajes de los jueces | Puntajes de los jueces | Puntajes de los jueces | Puntajes de los jueces | Resultado       |
| Semana                                           | Baile / Canción                       | C. R.                  | D. B.                  | L. G.                  | B. T.                  | Resultado       |
| ------------------------------------------------ | ------------------------------------- | ---------------------- | ---------------------- | ---------------------- | ---------------------- | --------------- |
| 1                                                | Vals / «Mull of Kintyre»              | 3                      | 4                      | 6                      | 5                      | Sin eliminación |
| 2                                                | Chachachá / «She's a Lady»            | 2                      | 5                      | 5                      | 5                      | Salvados        |
| 3                                                | Quickstep / «Don't Rain on My Parade» | 3                      | 5/51                   | 5                      | 5                      | Salvados        |
| 4                                                | Tango / «Jealousy»                    | 4                      | 6                      | 6                      | 6                      | Salvados        |
| 5                                                | Charlestón / «Varsity Drag»           | 3                      | 5                      | 5                      | 5                      | Salvados        |
| 6                                                | American smooth / «Cruella de Vil»    | 3                      | 6                      | 6                      | 5                      | Salvados        |
| 7                                                | Pasodoble / «I Fought the Law»        | 3                      | 5                      | 5                      | 5                      | Salvados        |
| 8                                                | Vals vienés / «Let's Go Fly a Kite»   | 4                      | 6                      | 7                      | 7                      | Eliminados      |
| 1Puntaje dado por el juez invitado Donny Osmond. |                                       |                        |                        |                        |                        |                 |

- Temporada 13 con Katie Derham

| Semana         | Baile / Canción                                          | Puntajes de los jueces | Puntajes de los jueces | Puntajes de los jueces | Puntajes de los jueces | Resultado       |
| Semana         | Baile / Canción                                          | C. R.                  | D. B.                  | L. G.                  | B. T.                  | Resultado       |
| -------------- | -------------------------------------------------------- | ---------------------- | ---------------------- | ---------------------- | ---------------------- | --------------- |
| 1              | Jive / «Roll Over Beethoven»                             | 6                      | 6                      | 7                      | 7                      | Sin eliminación |
| 2              | Tango / «Telephone»                                      | 7                      | 7                      | 7                      | 7                      | Salvados        |
| 3              | Chachachá / «Oh, Pretty Woman»                           | 4                      | 6                      | 5                      | 5                      | Salvados        |
| 4              | Vals vienés / «If I Can Dream»                           | 8                      | 9                      | 8                      | 8                      | Salvados        |
| 5              | Salsa / «It Had Better Be Tonight»                       | 4                      | 6                      | 6                      | 5                      | Salvados        |
| 6              | Pasodoble / «The Phantom of the Opera»                   | 4                      | 6                      | 6                      | 5                      | Salvados        |
| 7              | Quickstep / «42nd Street»                                | 6                      | 7                      | 7                      | 6                      | Salvados        |
| 8              | Rumba / «Never Never Never»                              | 7                      | 8                      | 8                      | 8                      | Salvados        |
| 9              | American smooth / «Ain't That a Kick in the Head?»       | 8                      | 9                      | 9                      | 9                      | Salvados        |
| 10             | Tango argentino / «Libertango»                           | 7                      | 8                      | 8                      | 9                      | Salvados        |
| 10             | Maratón de Quickstep / «Sing, Sing, Sing (With a Swing)» | 5 puntos extra         | 5 puntos extra         | 5 puntos extra         | 5 puntos extra         | Salvados        |
| 11             | Foxtrot / «Maybe This Time»                              | 8                      | 9                      | 9                      | 9                      | Salvados        |
| 12 (Semifinal) | Charlestón / «Too Darn Hot»                              | 4                      | 7                      | 7                      | 7                      | Dos últimos     |
| 12 (Semifinal) | Vals / «O mio babbino caro»                              | 8                      | 9                      | 7                      | 7                      | Dos últimos     |
| 13 (Final)     | Quickstep / «42nd Street»                                | 7                      | 8                      | 8                      | 8                      | Eliminados      |
| 13 (Final)     | Showdance / «O Fortuna»                                  | 7                      | 8                      | 8                      | 8                      | Eliminados      |

- Temporada 14 con Lesley Joseph

| Semana | Baile / Canción                             | Puntajes de los jueces | Puntajes de los jueces | Puntajes de los jueces | Puntajes de los jueces | Resultado       |
| Semana | Baile / Canción                             | C. R.                  | D. B.                  | L. G.                  | B. T.                  | Resultado       |
| ------ | ------------------------------------------- | ---------------------- | ---------------------- | ---------------------- | ---------------------- | --------------- |
| 1      | Vals / «What'll I Do»                       | 5                      | 6                      | 6                      | 6                      | Sin eliminación |
| 2      | Chachachá / «Perhaps, Perhaps, Perhaps»     | 6                      | 7                      | 7                      | 6                      | Salvados        |
| 3      | Quickstep / «A Couple of Swells»            | 6                      | 7                      | 7                      | 7                      | Salvados        |
| 4      | Charlestón / «Won't You Charleston with Me» | 7                      | 8                      | 8                      | 8                      | Salvados        |
| 5      | Tango / «Whatever Lola Wants»               | 5                      | 6                      | 7                      | 6                      | Eliminados      |

- Temporada 15 con Ruth Langsford

| Semana | Baile / Canción                           | Puntajes de los jueces | Puntajes de los jueces | Puntajes de los jueces | Puntajes de los jueces | Resultado       |
| Semana | Baile / Canción                           | C. R.                  | D. B.                  | S. B.                  | B. T.                  | Resultado       |
| ------ | ----------------------------------------- | ---------------------- | ---------------------- | ---------------------- | ---------------------- | --------------- |
| 1      | Vals / «This Nearly Was Mine»             | 3                      | 4                      | 4                      | 5                      | Sin eliminación |
| 2      | Charlestón / «The Charleston»             | 3                      | 5                      | 6                      | 6                      | Salvados        |
| 3      | Rumba / «Diamonds Are Forever»            | 3                      | 5                      | 3                      | 4                      | Salvados        |
| 4      | Tango / «Allegretto»                      | 6                      | 6                      | 6                      | 6                      | Salvados        |
| 5      | Samba / «Love Is in the Air»              | 5                      | 5                      | 6                      | —                      | Salvados        |
| 6      | Quickstep / «Bewitched Theme»             | 4                      | 6                      | 6                      | 6                      | Salvados        |
| 7      | Pasodoble / «The Shady Dame from Seville» | 4                      | 6                      | 6                      | 6                      | Salvados        |
| 8      | Foxtrot / «Mack The Knife»                | 4                      | 5                      | 4                      | 5                      | Eliminados      |

- Temporada 16 con Susannah Constantine

| Semana | Baile / Canción                               | Puntajes de los jueces | Puntajes de los jueces | Puntajes de los jueces | Puntajes de los jueces | Resultado       |
| Semana | Baile / Canción                               | C. R.                  | D. B.                  | S. B.                  | B. T.                  | Resultado       |
| ------ | --------------------------------------------- | ---------------------- | ---------------------- | ---------------------- | ---------------------- | --------------- |
| 1      | Samba / «Tico Tico»                           | 1                      | 4                      | 3                      | 4                      | Sin eliminación |
| 2      | Foxtrot / «They Can't Take That Away from Me» | 1                      | 4                      | 4                      | 3                      | Eliminados      |

- Temporada 17 con Emma Barton

| Semana                                                                  | Baile / Canción                                    | Puntajes de los jueces | Puntajes de los jueces | Puntajes de los jueces | Puntajes de los jueces | Resultado       |
| Semana                                                                  | Baile / Canción                                    | C. R.                  | M. M.                  | S. B.                  | B. T.                  | Resultado       |
| ----------------------------------------------------------------------- | -------------------------------------------------- | ---------------------- | ---------------------- | ---------------------- | ---------------------- | --------------- |
| 1                                                                       | Jive / «Honey, Honey»                              | 6                      | 6                      | 5                      | 6                      | Sin eliminación |
| 2                                                                       | Foxtrot / «Sunshine of Your Love»                  | 6                      | 6                      | 6                      | 6                      | Salvados        |
| 3                                                                       | Salsa / «Soul Bossa Nova»                          | 6                      | 7                      | 7                      | 7                      | Salvados        |
| 4                                                                       | Vals vienés / «Send In the Clowns»                 | 8                      | 9                      | 9                      | 9                      | Salvados        |
| 5                                                                       | Pasodoble / «Nothing Breaks Like a Heart»          | 5                      | 7                      | 7                      | 71                     | Salvados        |
| 6                                                                       | Tango / «Toccata and Fugue in D minor, BWV 565»    | 5                      | 7                      | 8                      | 8                      | Salvados        |
| 7                                                                       | Rumba / «Woman in Love»                            | 5                      | 6                      | 5                      | 6                      | Salvados        |
| 8                                                                       | Jazz / «Right Now»                                 | 8                      | 9                      | 8                      | 8                      | Salvados        |
| 9                                                                       | American smooth / «Let's Face the Music and Dance» | 8                      | 9                      | 10                     | 10                     | Salvados        |
| 10                                                                      | Quickstep / «Diamonds Are a Girl's Best Friend»    | 6                      | 8                      | 7                      | 8                      | Salvados        |
| 11                                                                      | Charlestón / «Thoroughly Modern Millie»            | 9                      | 10                     | 10                     | 10                     | Salvados        |
| 12 (Semifinal)                                                          | Chachachá / «Hold My Hand»                         | 7                      | 8                      | 8                      | 8                      | Salvados        |
| 12 (Semifinal)                                                          | Vals / «Gymnopédie No. 1»                          | 8                      | 9                      | 9                      | 10                     | Salvados        |
| 13 (Final)                                                              | Charlestón / «Thoroughly Modern Millie»            | 9                      | 10                     | 10                     | 10                     | Segundo puesto  |
| 13 (Final)                                                              | Showdance / «Let Yourself Go»                      | 8                      | 10                     | 10                     | 10                     | Segundo puesto  |
| 13 (Final)                                                              | Vals vienés / «Send In the Clowns»                 | 9                      | 10                     | 10                     | 10                     | Segundo puesto  |
| 1Puntaje dado por el juez invitado Alfonso Ribeiro en lugar de Tonioli. |                                                    |                        |                        |                        |                        |                 |

- Temporada 18 con Jacqui Smith

| Semana | Baile / Canción                                    | Puntajes de los jueces | Puntajes de los jueces | Puntajes de los jueces | Resultado       |
| Semana | Baile / Canción                                    | C. R.                  | S. B.                  | M. M.                  | Resultado       |
| ------ | -------------------------------------------------- | ---------------------- | ---------------------- | ---------------------- | --------------- |
| 1      | Foxtrot / «Always Look on the Bright Side of Life» | 3                      | 5                      | 5                      | Sin eliminación |
| 2      | Samba / «Help Yourself»                            | 2                      | 5                      | 5                      | Eliminados      |

### Otros trabajos
Du Beke fue un bailarín de acompañamiento en el vídeo musical de «Material Girl» de Madonna. En marzo de 2007, participó como concursante en la serie de la BBC, Two The Underdog Show, siendo emparejado con el perro sin hogar Ginger. Fueron eliminados en la tercera semana de la competencia.
Ha presentado el programa de cocina de la BBC, Step Up to the Plate. Fue capitán y, a partir de la segunda temporada, presentador de la versión británica de Hole in the Wall, que se estrenó el 20 de septiembre de 2008 en BBC One. El 24 de diciembre de 2009, apareció en Victoria Wood's Midlife Christmas, en un sketch titulado «Beyond The Marigolds», donde parodió su papel en Strictly Come Dancing al ser emparejado con la estrella ficticia de telenovelas «Bo Beaumont» (interpretada por Julie Walters). Beaumont abandonó el programa al ser incapaz de dominar los pasos de calentamiento de Du Beke.
En 2011, fue el primer invitado del programa de entrevistas Hacker Time de la CBBC. Durante la semana del 5 al 9 de mayo de 2014, apareció en el concurso de  Channel 4, Draw It!.
El día de Navidad de 2019, sorprendió a Craig Revel Horwood como invitado en el Christmas Midnight Gameshow en Michael McIntyre's Big Christmas Show. En junio de 2020, Du Beke y Erin Boag anunciaron una gira británica de 3 meses en 2021 llamada SHOWTIME. En septiembre de 2020, Du Beke y Giovanni Pernice anunciaron una gira por el Reino Unido en 2021 HIM & ME. Ambos también aparecieron en la miniserie de viajes Anton & Giovanni's Adventures in Sicily en 2023 y en 2024, le siguió Anton & Giovanni's Adventures in Spain. Du beke también se presentó como invitado en Steph's Packed Lunch de Channel 4.
En septiembre de 2024, Du Beke anunció que iba a aparecer en Dancing With The Stars Weekends de 2025.

## Libros
Du Beke ha publicado un libro titulado Anton's Dance Class, que apareció por entregas en el Mail on Sunday. También ha escrito un libro sobre bailes de salón, titulado B is for Ballroom.

### Serie del Hotel Buckingham
En octubre de 2018, Du Beke publicó su novela debut One Enchanted Evening. Du Beke ha publicado ya seis novelas de la serie, todas ellas en torno al Hotel Buckingham y a los personajes Raymond y Nancy. El séptimo libro estaba previsto para 2024 y el octavo para 2025.
- One Enchanted Evening (2018)
- Moonlight over Mayfair (2019)
- A Christmas to Remember (2020)
- We'll Meet Again (November 2021)[50]
- The Ballroom Blitz (2022)[51]
- The Paris Affair (2023)[52]
- A Dance for the King (2024)
- Untitled eighth novel (2025)

### Otras novelas
- The Royal Show (2024)

## Vida personal
Du Beke salió con la presentadora de televisión Caroline Feraday de 2007 a 2008. Actualmente vive en Buckinghamshire con su esposa Hannah Summers. En noviembre de 2016, la pareja anunció que esperaban gemelos, que nacerían en la primavera de 2017. Su hijo George y su hija Henrietta nacieron el 30 de marzo de 2017.
Du Beke es un mecenas honorario de The Music Hall Guild of Great Britain and America.

### Controversias
En 2009, Du Beke dijo que su compañera de baile de Strictly Come Dancing, Laila Rouass, «parecía una paki» después de que ella hubiera llegado al ensayo con un bronceado en spray. Du Beke se disculpó públicamente y reiteró sus declaraciones en It Takes Two, el programa que acompaña a Strictly Come Dancing, afirmando que «me siento avergonzado. También me siento estúpido. Fue una estupidez hacerlo, una estupidez decirlo... Estoy completamente mortificado por ello y, ya sabes, Laila ha sido extraordinariamente maravillosa». Rouass aceptó sus disculpas  y declaró en una entrevista en 2011: «La historia se había exagerado... Anton no pretendía ser ofensivo. No habría bailado con él si fuera racista». En 2016, le apoyó para ser juez de Strictly: «Creo que Anton sería un juez fabuloso. Es tan divertido que no te lo puedo explicar. Tuve mucha suerte de estar emparejada con ese hombre».

## Discografía
- From the Top (2017)